# 本杰明·柯林斯·布罗迪
第一代从男爵本杰明·柯林斯·布罗迪爵士（英語：Sir Benjamin Collins Brodie, 1st Baronet，1783年6月9日—1862年10月21日）是一位英国生理学家和外科医生，是研究骨骼与关节疾病的先驱，1810年当选皇家学会会士，1858年-1861年间任皇家学会会长。